# Kampfsport

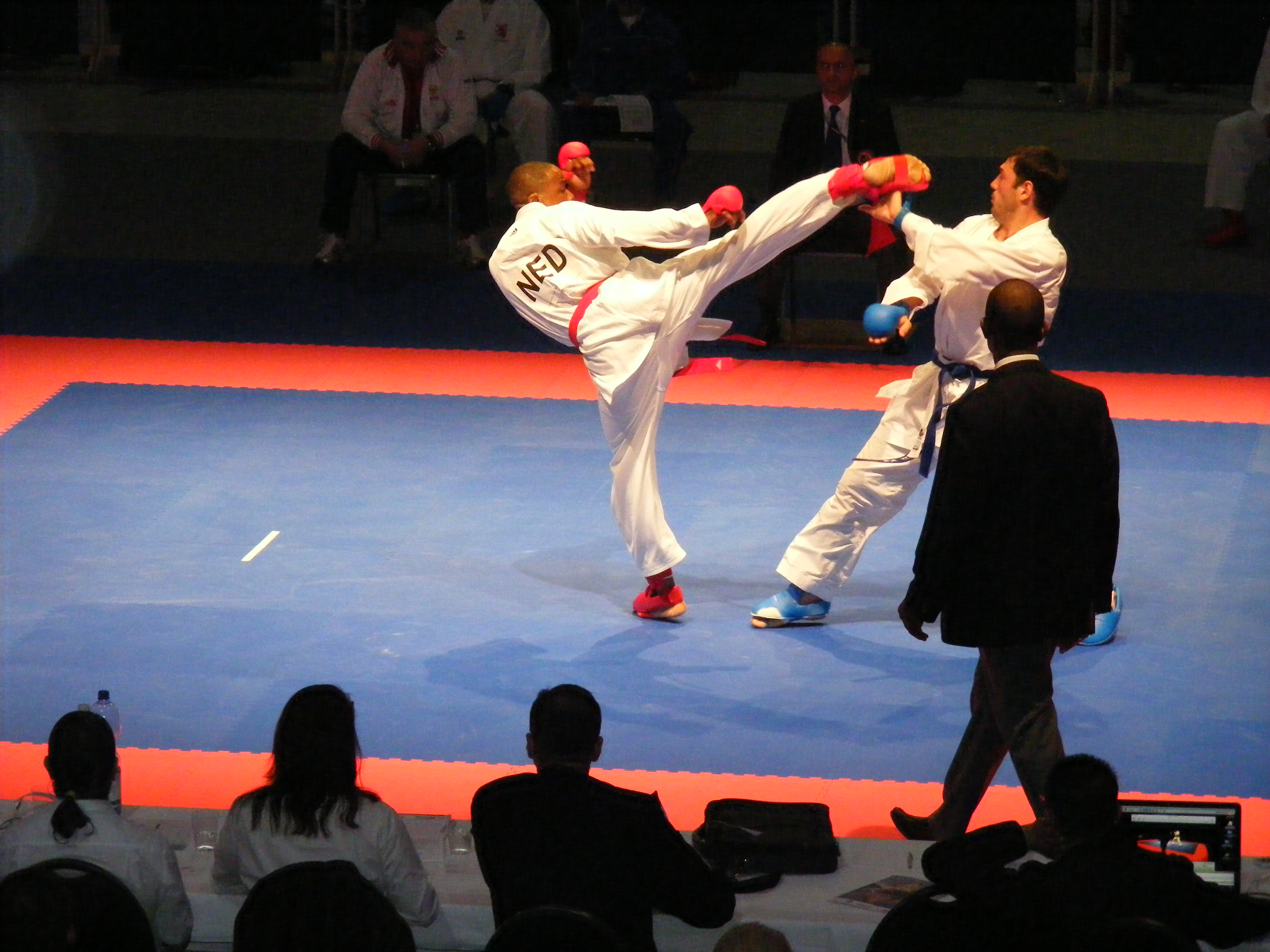
Karate

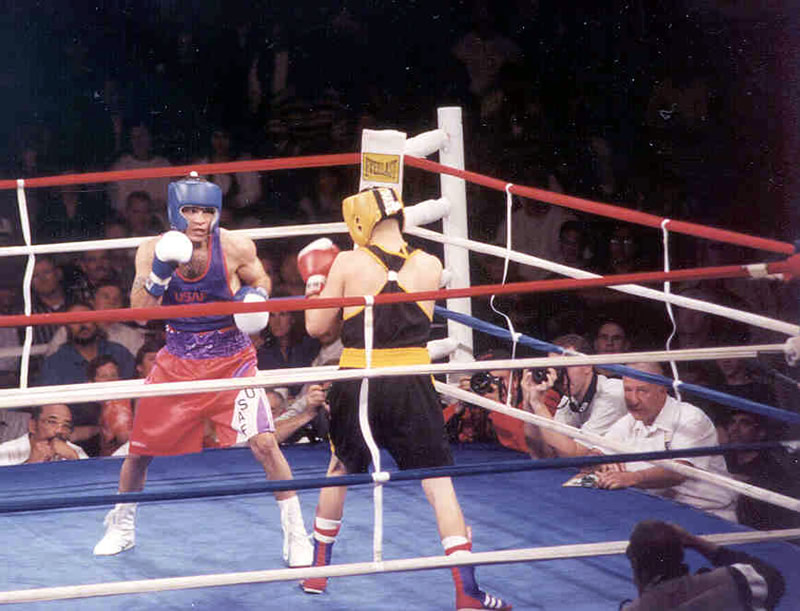
Boxen

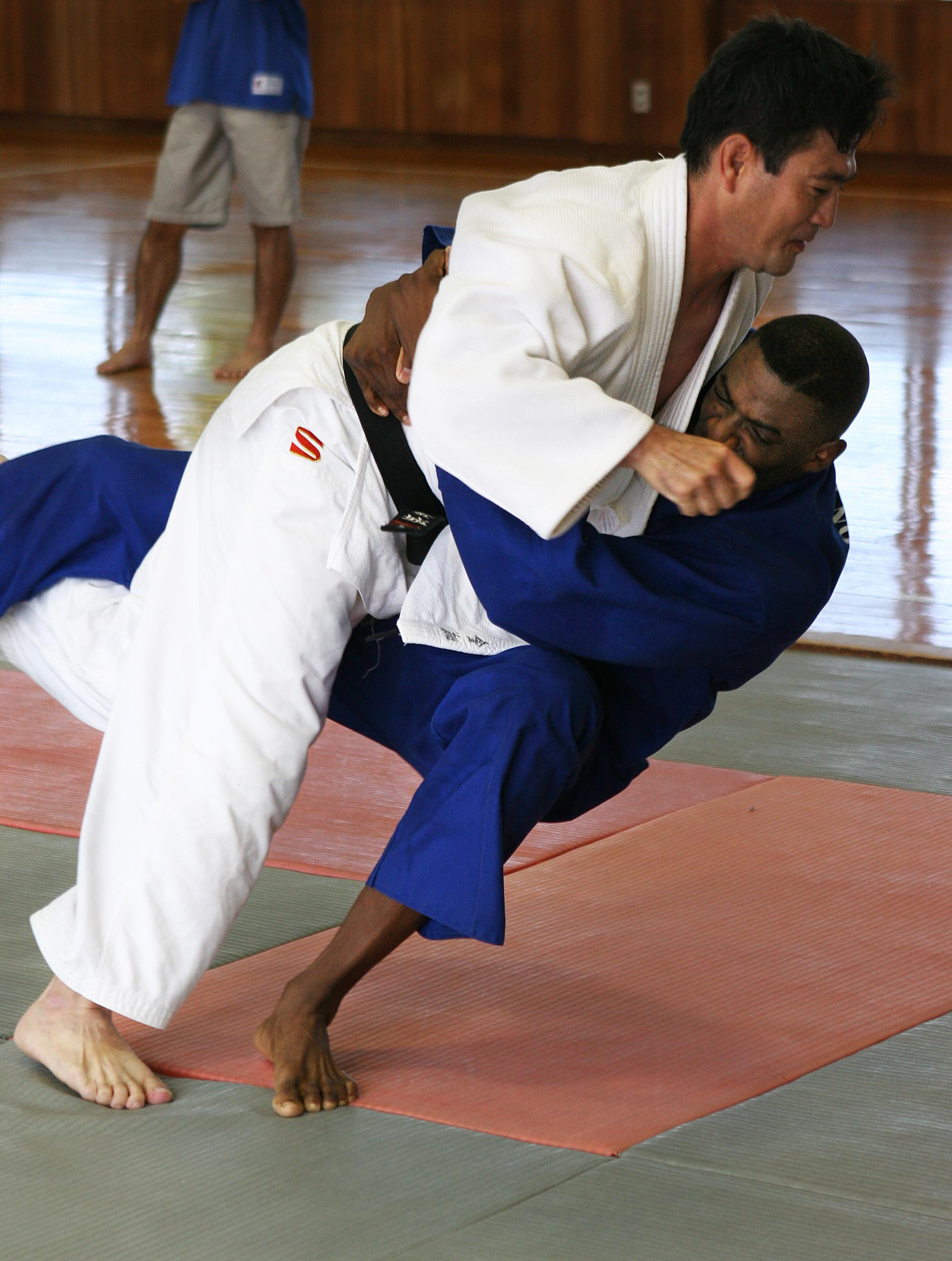
Judo

Kampfsport ist im deutschsprachigen Raum der in der Öffentlichkeit (außerhalb der Fachkreise) benutzte Sammelbegriff für die vielen verschiedenen Kampfstile, vor allem solche, bei denen keine Schusswaffen verwendet werden. Besonders häufig wird der Begriff mit der asiatischen Tradition des japanischen Budō, des chinesischen Kung Fu (eigentlich Wushu) oder des koreanischen Taekwondo verknüpft. Kampfsport wurde bereits in der Antike betrieben. Zu den in Europa bekanntesten Kampfsportarten gehören Boxen, Karate, Judo, Ringen, Aikido sowie lokal bedeutende Sportarten wie das schweizerische Schwingen, das russische Sambo oder das türkische Ölringen.

## Kampfsport und Kampfkunst
In Fachkreisen wird meistens eine genauere Differenzierung zwischen Kampfsport und Kampfkunst verwendet. Im Kampfsport steht demnach der sportliche Kampf (Wettkampf) im Vordergrund, bei dem es darum geht, im Rahmen der Regeln zu gewinnen und den Gegner zu übertreffen. In den meisten Kampfsportarten werden keine Waffen verwendet und wenn doch, dann nur Sportwaffen, die die Verletzungsgefahr verringern oder gar nicht erst entstehen lassen. Wettbewerbe im Kampfsport sind in der Regel Zweikämpfe, jedoch sind auch andere Wettbewerbsformen möglich.
Eine Kampfkunst hingegen befasst sich in der Regel mit der strikten Einhaltung von Tradition (Traditionelle Techniken und Etikette) und dem Verhalten innerhalb des Vereins. Daher enthält jede Kampfkunst Techniken, die zum Ziel haben, möglichst sauber eingearbeitet zu werden, häufig auch unter der Verwendung von Waffen. Darüber hinaus gehören zu einer Kampfkunst manchmal andere Aspekte, wie beispielsweise die Philosophie Disziplin. Manche Kampfkunstsysteme, vor allem aus dem asiatischen Umfeld, sehen sich als vollständiges System der Lebensgestaltung oder Vervollkommnung mit entsprechendem philosophischem oder religiösem Unterbau, wie beispielsweise das japanische Budō. Vor allem heutzutage treten dabei die eigentlichen Kampftechniken bisweilen sogar in den Hintergrund oder werden nur als Weg zum eigentlichen Ziel verstanden. Wettbewerbe in den Kampfkünsten sind in der Regel keine Kämpfe.
Die Trennung zwischen Kampfkunst und Kampfsport ist nicht scharf. Von manchen Kampfkünsten gibt es auch Varianten, die den sportlichen Zweikampf erlauben (z. B. Karate). In den meisten Kampfkünsten hingegen stehen sportliche Einzelwettbewerbe im Vordergrund (z. B. beim modernen Wushu), während der Aspekt der Selbstverteidigung und der echte Kampf in den Hintergrund tritt.
Ralf Pfeifer schlägt in seinem Buch „Mechanik und Struktur der Kampfsportarten – Handbuch für Trainer in Kampfsport und Kampfkunst“ folgende (nicht unumstrittenen) Unterscheidungskriterien vor.
| Kampfkunst | Kampfsport |
| --- | --- |
| Oberster Grundsatz: „Die Tradition muss eingehalten werden“, die Techniken müssen nicht in die Praxis umsetzbar sein | Oberster Grundsatz: „Der Gegner soll den Regeln entsprechend besiegt werden“. |
| es finden selten bis gar keine Kämpfe statt.                                                                         | Der Kampf wird von einem Dritten (Kampfrichter) entschieden. Heimliche Fouls werden regelkonform teilweise als Hilfsmittel für den Sieg eingesetzt. |
| Der Gegner hat immer Recht, wenn die von ihm angewendete Technik erfolgreich war.                                    | Der Gegner kann Regelwidrigkeiten begehen und kann trotz eines Sieges nachträglich disqualifiziert werden. |
| Es wird nicht bis wenig gekämpft.                                                                                    | bis zum Ende der Runde wird den Regeln nach gekämpft, wenn die Kampfzeit abläuft wird der Kampf unterbrochen und die Kämpfer dürfen wieder eine gleichwertige Ausgangsposition einnehmen.                                                                                         |
| es werden einzelne Techniken geübt, aber nicht in der Praxis angewendet.                                             | Der Kampf wird in Runden unterteilt, damit die Kämpfer möglichst erholt anfangen können, um maximalen Einsatz leisten zu können. |
| Techniken bleiben in der Theorie und werden meist nicht in der Praxis angewendet.                                    | Wenn ein Kämpfer aufgibt, sorgt der Schiedsrichter für das Ende des Kampfes (vom Regelset der Kampfsportart abhängig) und den sicheren Rückzug des unterlegenen Kämpfers. Nachschlagen oder treten nach dem Eingreifen des Ringrichters wird aufgrund unnötiger Schäden geahndet. |
| Das Technikprogramm umfasst Techniken, die der Kampfkunst entsprechend die Tradition wahren sollten.                 | Das Technikprogramm ist regelorientiert. Es wird geübt, was im Kampf Erfolg bringt. |
| es finden keine Kämpfe außer maximal Übungskämpfe (eher selten) im eigenen Verein statt                              | Der Gegner und Austragungsort des Kampfes ist Wochen oder Monate vorher bekannt. Es ist somit möglich, für jeden Gegner individuelle Strategien und Techniken zu erarbeiten, welche maximale Effektivität versprechen.                                                            |

## Wettkämpfe
Im Kampfsport sind vor allem zwei Arten von Wettkämpfen gebräuchlich: Zweikämpfe und Formwettkämpfe.

### Zweikämpfe

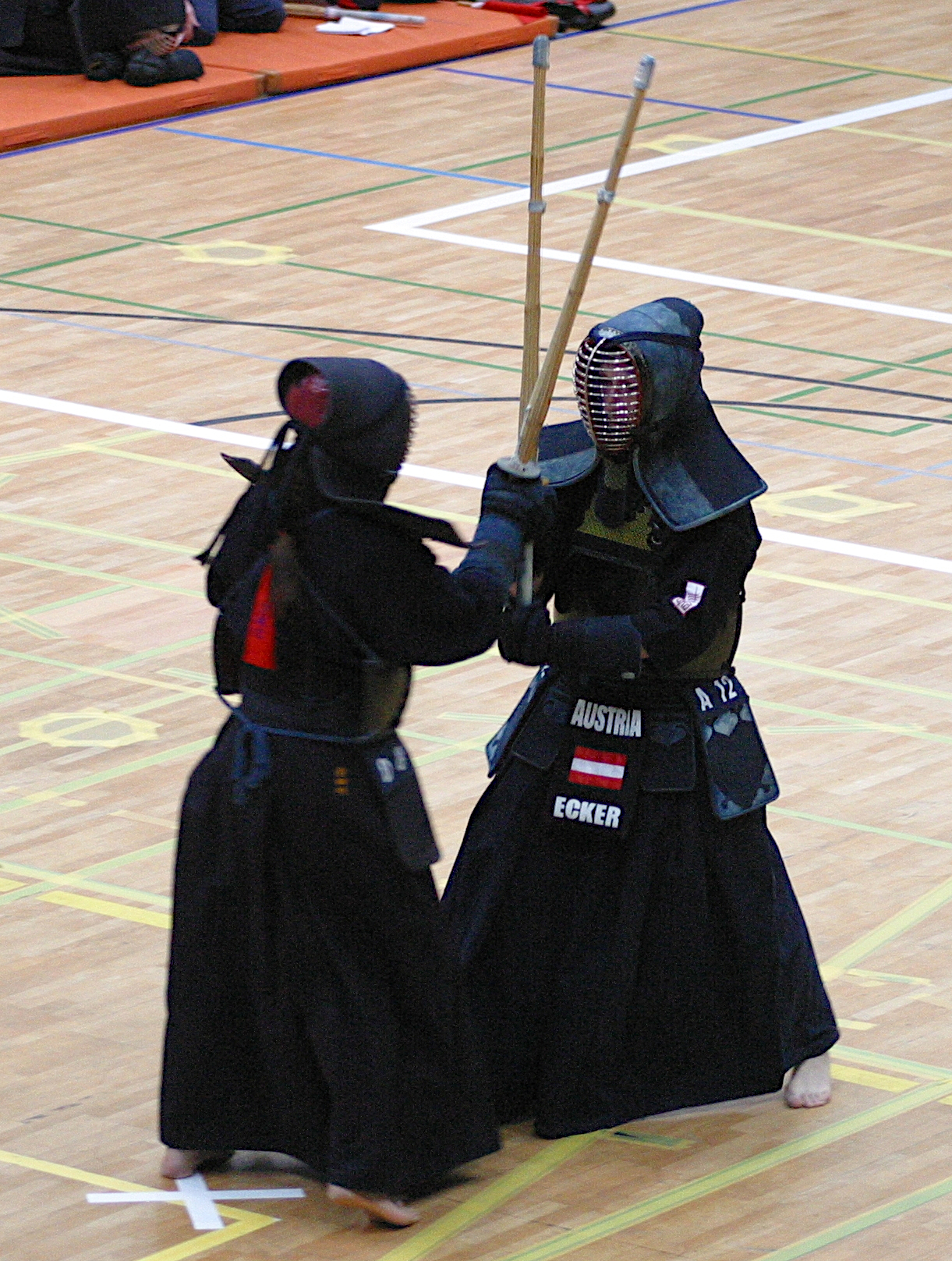
Kendō (EM 2005)

Im sportlichen Zweikampf muss ein, in seltenen Fällen auch mehrere, Gegner besiegt werden. Je nach Sportart sehr unterschiedliche Kriterien können dabei zum Sieg führen:
- k.o. (z. B. beim Boxen)
- Niederschlag
- erfolgreiche Anwendung bestimmter Techniken (z. B. beim Karate)
- Immobilisierung des Gegners (z. B. beim Judo)
- Herauswerfen des Gegners aus dem Ring (z. B. beim Sumo-Ringen)
- Erzwingen der Aufgabe des Gegners, beispielsweise im Judo
- Bodenkontakt bestimmter Körperteile (z. B. beide Schultern beim Ringen, Schwingen)

In der Regel sind dabei bestimmte Techniken verboten, wie beispielsweise Stiche zu den Augen, Schläge in den Genitalbereich, oder Tritte, Würfe oder Hebeltechniken allgemein, und gehören nicht zum Ausbildungsprogramm der Sportart.
Auch der Ablauf des Zweikampfes kann stark reglementiert sein. In bestimmten Formen des Kumite beim Karate beispielsweise darf jeder der Gegner eine fest vorgegebene Anzahl von Angriffen durchführen, die der andere Gegner erfolgreich abwehren muss, um zu gewinnen.

### Formwettkämpfe

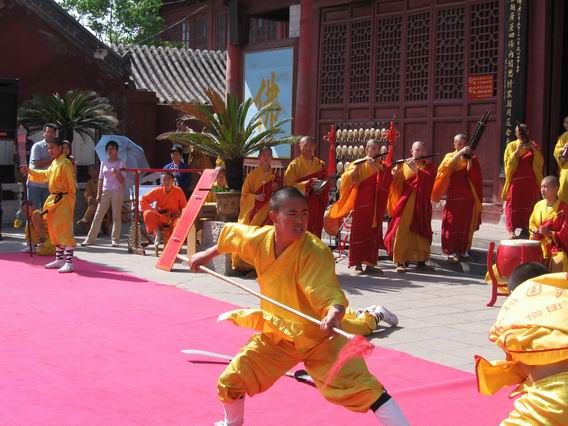
Demonstration einer Form der Shaolin-Kampfkünste im Daxiangguo-Kloster in Kaifeng, Henan, VR China

In vielen fernöstlichen Kampfkünsten und -sportarten sind die häufigsten und bisweilen einzigen Wettkämpfe sogenannte Formwettkämpfe. Dabei führen die Kampfsportler einstudierte Bewegungsabläufe (z. B. Kata in den japanischen Kampfkünsten (Budō) oder Taolu in den chinesischen Kampfkünsten (Wushu)) vor, die anschließend von Schiedsrichtern bewertet werden. Dabei kann es sich um fest vorgegebene oder selbst erdachte Formen handeln, mit sehr unterschiedlicher Dauer und Bewegungsanzahl, die einzeln oder zu mehreren vorgeführt werden, synchron oder als choreographierter Kampf.
Wie bei anderen Sportarten fließen dabei verschiedene Kriterien in die Bewertung ein, wie z. B. die Schwierigkeit der Form, die Genauigkeit der Ausführung der verschiedenen Bewegungen, der Ausdruck usw.
Sofern überhaupt Wettkämpfe in den Kampfkünsten existieren, sind es Formwettkämpfe.